# Superspeedway

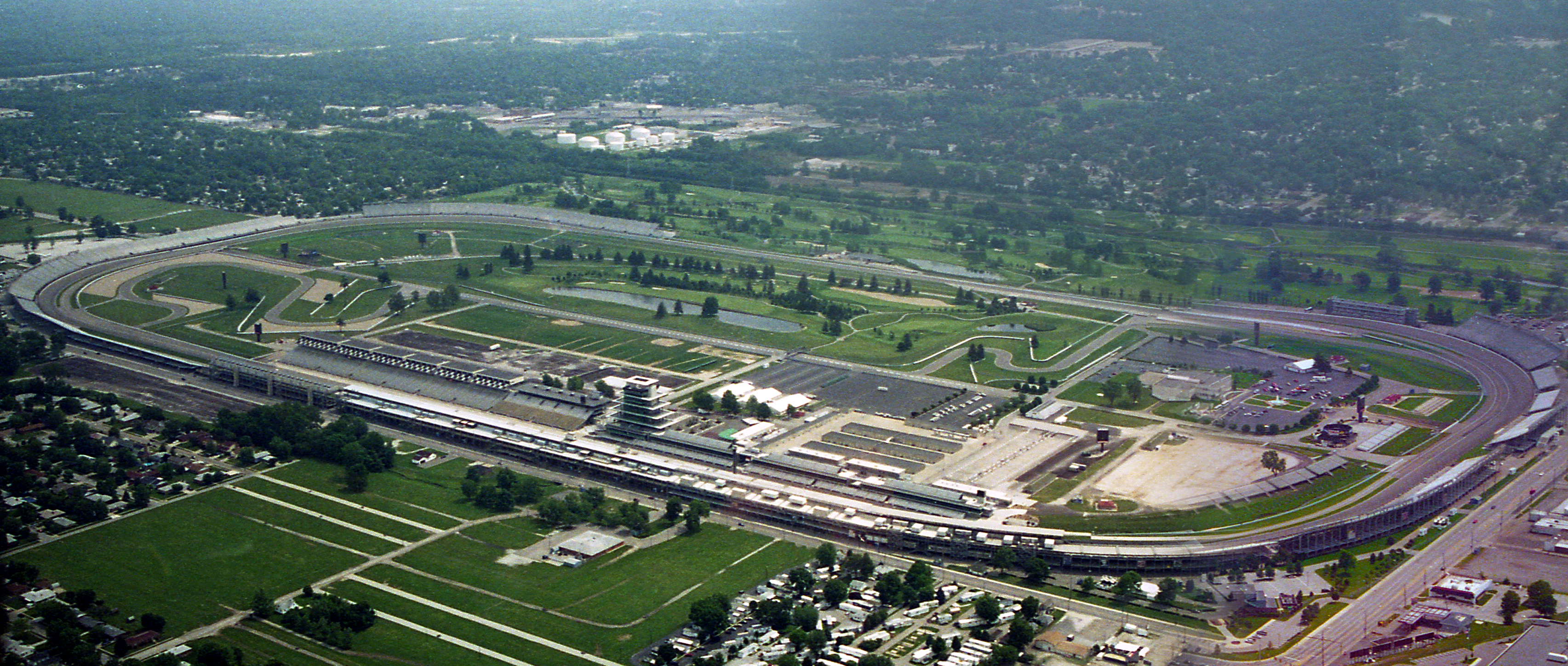
Indianapolis Motor Speedway

Superspeedway – w amerykańskich wyścigach samochodowych tor o długości powyżej 1 mili (1,6 kilometra). Termin ten służy odróżnieniu ich od torów krótkich lub drogowych.
Pierwszy superspeedway zbudowany dla wyścigów serii NASCAR to Darlington Raceway w Darlington, Carolina Południowa (1950). Tor ten ma 1.366 mil długości i niesymetryczną budowę.
Najbardziej znanym torem tego typu jest Daytona International Speedway w Daytona Beach. Zbudowany w 1959 jest  miejscem rozgrywania wyścigu Daytona 500.
Najdłuższym i najszybszym torem jest Talladega Superspeedway w Talladega w stanie Alabama. Zbudowany w latach 60., ma 2,66 mili (4,2 kilometra) długości. Na torze ustanowiono rekord szybkości wynoszący 212 mil/h (354 km/h)